# Kilómetro Treinta y Tres, Guerrero
Kilómetro Treinta y Tres är en ort i Mexiko.   Den ligger i kommunen Acapulco de Juárez och delstaten Guerrero, i den södra delen av landet, 280 km söder om huvudstaden Mexico City. Kilómetro Treinta y Tres ligger 318 meter över havet och antalet invånare är 210.
Terrängen runt Kilómetro Treinta y Tres är huvudsakligen kuperad, men åt sydost är den platt. Runt Kilómetro Treinta y Tres är det tätbefolkat, med 397 invånare per kvadratkilometer. Närmaste större samhälle är Kilómetro 30, 2,7 km söder om Kilómetro Treinta y Tres. I omgivningarna runt Kilómetro Treinta y Tres växer huvudsakligen savannskog.